# Llingua
Llingua es una isla del archipiélago de Chiloé, en el sur de Chile, que pertenece a la comuna de Quinchao en la región de Los Lagos.

## Geografía
Tiene unos 4,4 km² de superficie y 12 de perímetro. Hay un caserío y una playa arenosa en su lado sur, distante unas 3,5 millas de Achao, la capital comunal. Sus islas vecinas son Linlín al norte, Meulín al este, Quenac al sureste y Quinchao al oeste, suroeste y sur. El islote de Chequetén se ubica al sureste y cuando baja la marea ambas porciones de tierra se unen.

## Demografía
En la Noticia breve y moderna del Archipiélago de Chiloé, atribuida al jesuita Segismundo Guell, se dice que es "isla pequeña, con su iglesia proporcionada, pocos indios y sólo una familia de españoles" El autor de la Noticia fue un misionero jesuita que efectuó el recorrido de la llamada "Misión Circular" a mediados de la década de 1760 y en Llingua (Llinua) contó 28 personas en 8 familias indígenas.
Según el censo de 2002, la población era de 397 personas en 138 viviendas, todas rurales. Las actividades económicas más importantes son las relacionadas con el trabajo en el mar, además la isla es conocida por su producción artesanal de cestería y se practica la agricultura de subsistencia. Los hombres se dedican principalmente a la pesca artesanal y al cultivo y recolección del alga pelillo, y en menor medida trabajan como obreros en la crianza de salmones. La cestería es una actividad femenina, que se realiza con fines comerciales desde la década de 1960, cuando una profesora osornina le enseñó la técnica a una joven llinguana. Los materiales que se emplean son fibras tomadas de las hojas de la manila, el quiscal y algunas clases de junquillo; los objetos que se elaboran abastecen una parte importante de la demanda de los turistas que visitan la provincia y son tanto objetos utilitarios (canastos, bolsos y otros recipientes) como figuras de aves, de peces y de seres de la mitología chilota.
De acuerdo a la tradición oral de la isla, la primera escuela se creó a mediados del siglo XIX y el 1958 se construyó la que existe en el siglo XXI. En esta escuela se imparte enseñanza básica hasta sexto año. En el templo católico del lugar se celebra cada 11 de febrero una fiesta en honor a la Virgen de Lourdes.

## Toponimia
El topónimo aparece con diversas escrituras y se han postulado dos posibles significados: "Llingua", "Llinúa" (Cavada, 1914), "Llinua" (Asta-Buruaga, 1899; Moraleda, c. 1790) y "Lligñua" (González de Agueros, c. 1790). Para Asta-Buruaga el origen del nombre podrían ser los términos en mapudungun lligh, el juego de linao, y ñua, "travieso"." Cavada, por su parte, propone Lin y el mapuche nagh, "después de" o "hacia abajo de", con lo cual el nombre de la isla significaría "hacia abajo de Lin" o "después de Lin", en alusión a la vecina Linlín.